# Bacidia bagliettoana
Bacidia bagliettoana är en lavart som först beskrevs av A. Massal. & De Not., och fick sitt nu gällande namn av Jatta. Bacidia bagliettoana ingår i släktet Bacidia och familjen Ramalinaceae.  Arten är reproducerande i Sverige. Inga underarter finns listade i Catalogue of Life.